# Ctenus yaeyamensis

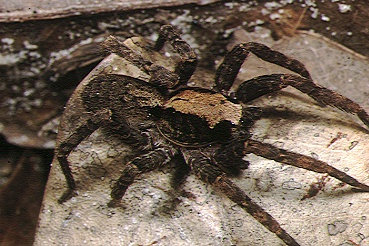
Vrouwtje

Ctenus yaeyamensis is een spinnensoort in de taxonomische indeling van de kamspinnen (Ctenidae).
Het dier behoort tot het geslacht Ctenus. De wetenschappelijke naam van de soort werd voor het eerst geldig gepubliceerd in 1998 door Hajime Yoshida.